# Cerkiew Ofiarowania Matki Bożej w Świątyni w Krupcu
Cerkiew Ofiarowania MB w Świątyni w Krupcu – murowana parafialna cerkiew greckokatolicka, znajdująca się w Narolu, w przysiółku Krupiec.
Cerkiew zbudowana została w 1899 (architekt Wasyl Nahirnyj), w miejscu starszej, drewnianej cerkwi Świętej Trójcy, zbudowanej w latach 1701-1711. Parafię utworzono w 1887, wcześniej cerkiew podlegała parafii w Lipsku. Do parafii należały filialne cerkwie w Lipsku i Woli Wielkiej. Po II wojnie światowej, eksploatowana jako magazyn, cerkiew popadła w ruinę. Gruntownie wyremontowana w 2011, służy obecnie jako Centrum Koncertowo - Wystawiennicze. Wokół cerkwi znajduje się cmentarz z nielicznymi zachowanymi zabytkowymi nagrobkami.

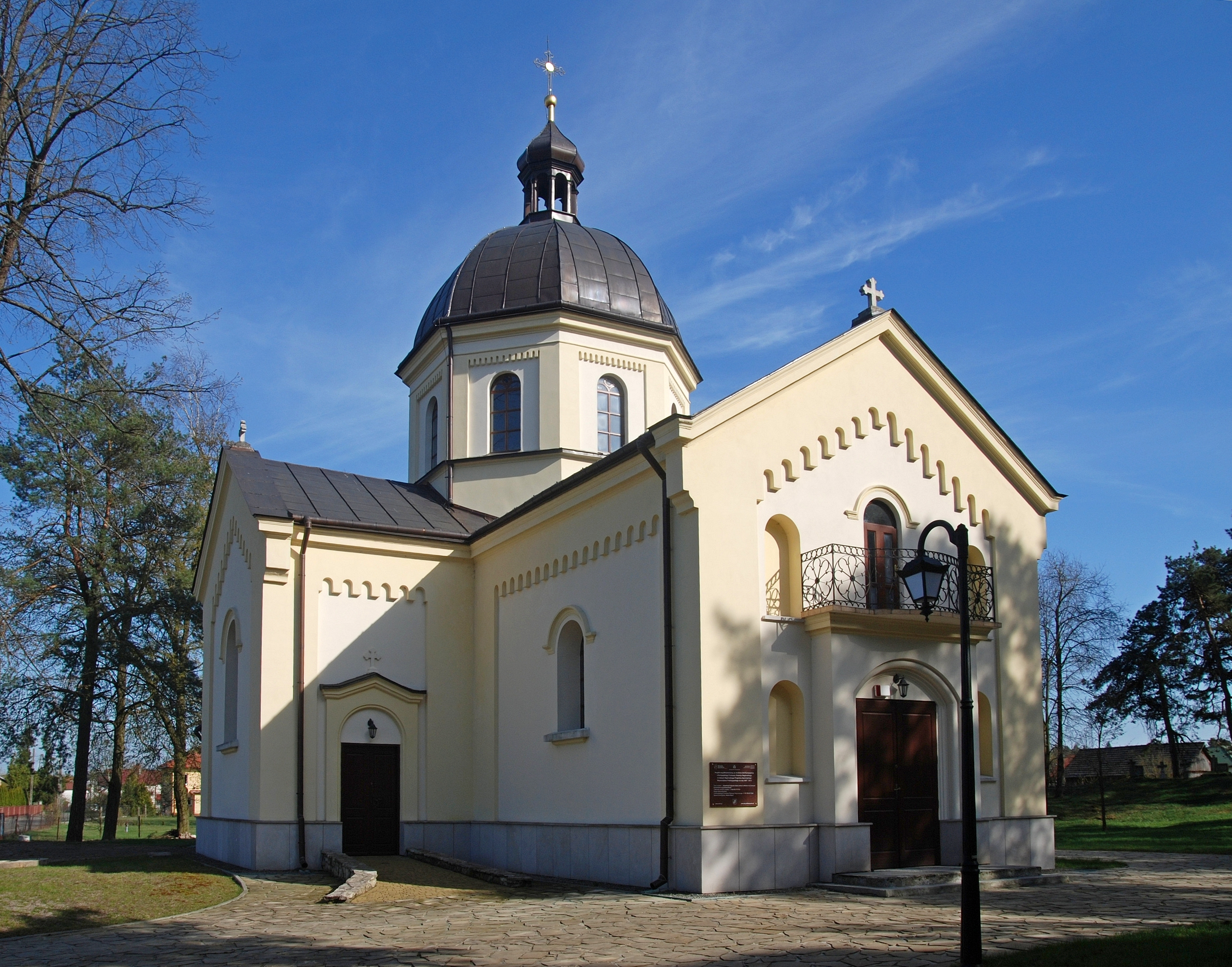
Elewacja frontowa
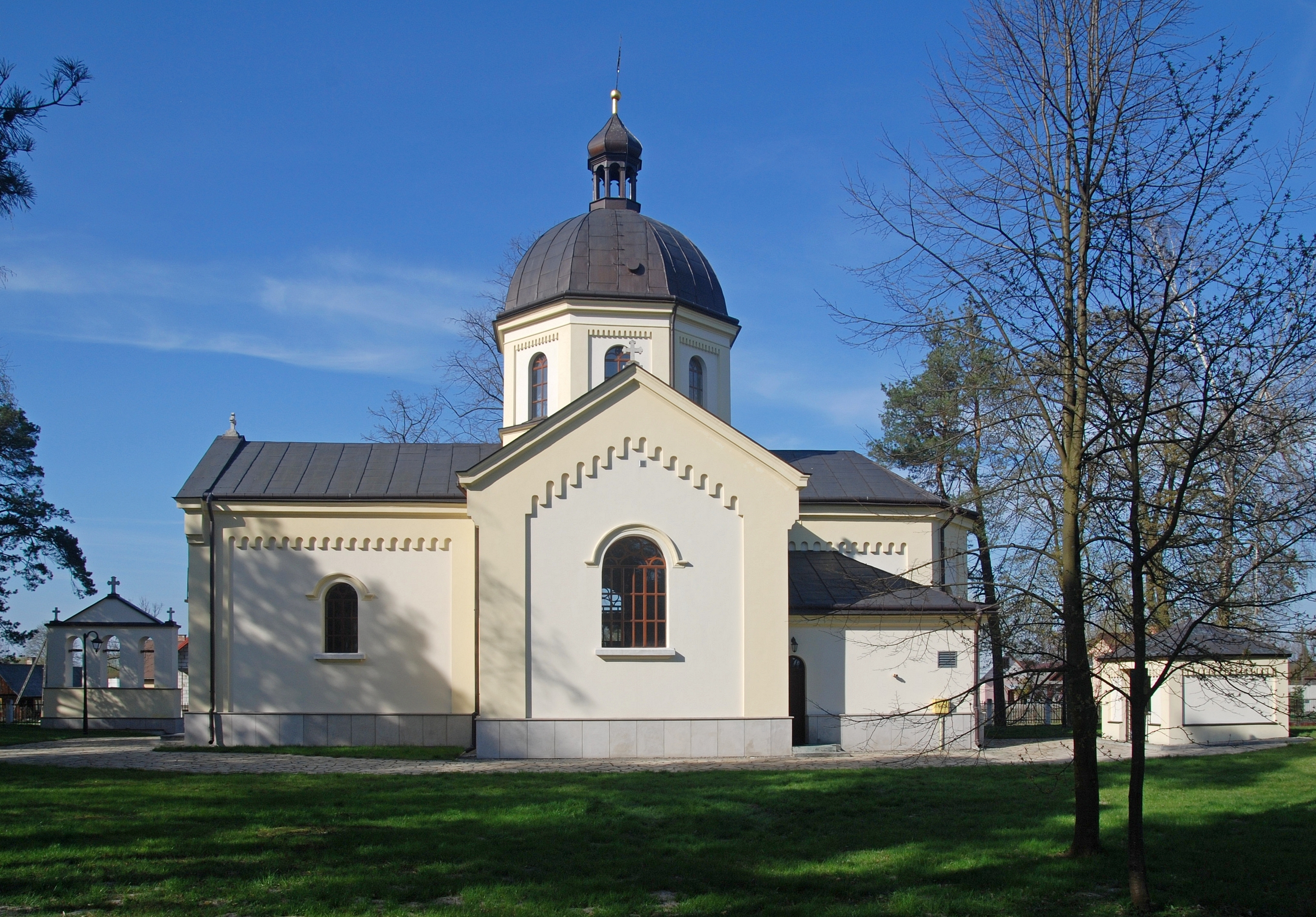
Elewacja wschodnia
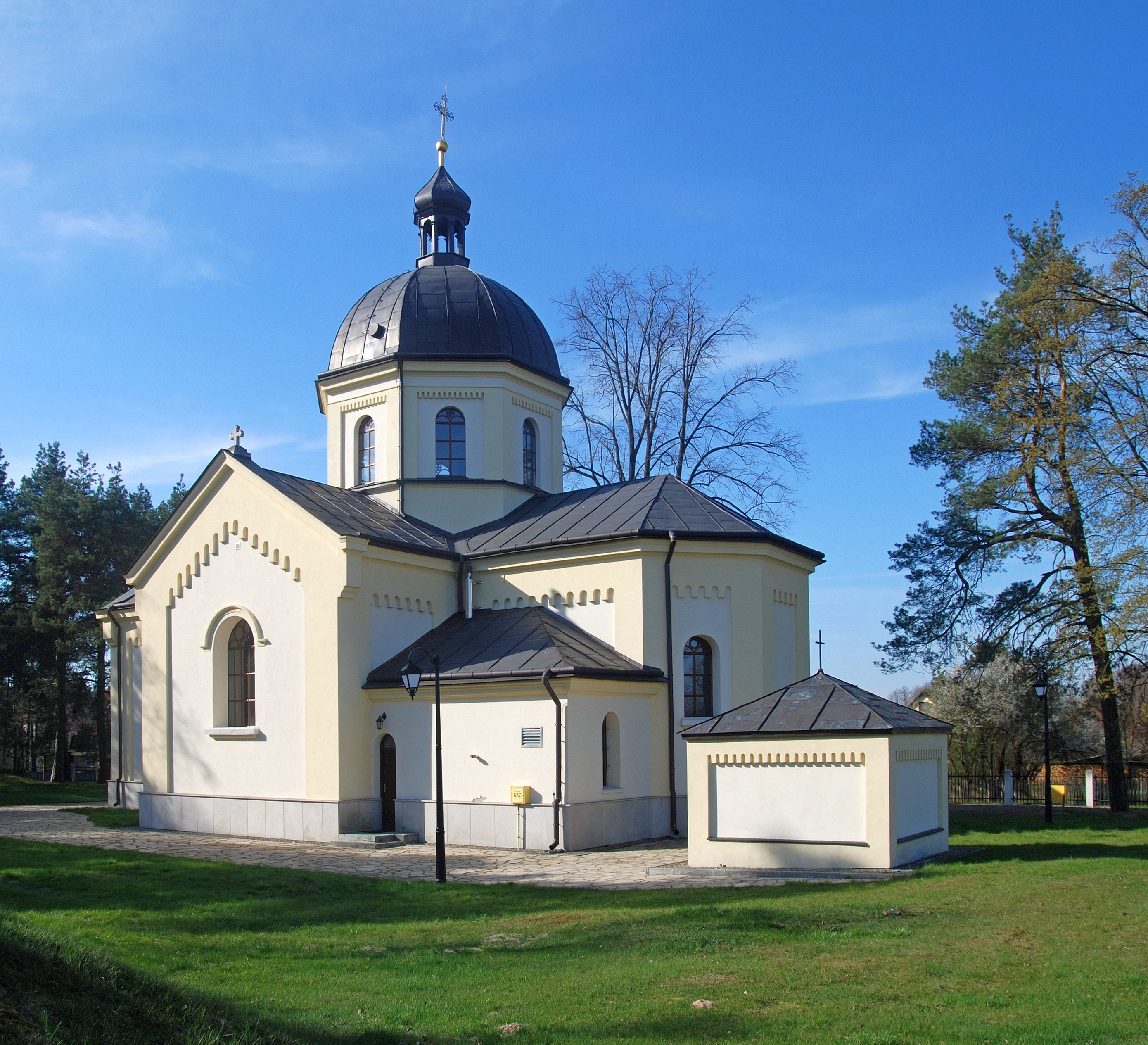
Widok od prezbiterium